# Преображенська церква та дзвіниця (Тучин)
Преображенська церква та дзвіниця — чинна церква у с. Тучин, Рівненської області.

## Історія та архітектура
Преображенська церква в смт. Тучин побудована у 1730 р. Дерев’яна, на кам’яному фундаменті, триверха. Конструктивно помітно  відрізняється від традиційних прийомів дерев’яного зодчества Волині і тяжіє до народної архітектури Лівобережжя. Капітально ремонтувалася в 1864 та 1879 рр. План церкви має традиційне тридільне членування на зруби по типу «корабля» з по осі «схід-захід». Серед інших волинських дерев'яних церков вирізняється більш развинутою об'ємною пластикою. Кожен зруб активно розвивається по вертикалі, завершуючись власною восьмигранною банею. Чітко виражена вертикальна ритмічність чотирьох ярусів храму. Масштабні співвідношення двох нижніх ярусів в менших розмірах повторюються на двох верхніх. Легкі відхилення від початкових («правильних») геометричних форм, помітне сходження стін до верху («ентазис»), незначні нерівності в обшивці зрубів надають споруді надзвичайну скульптурність, що дозволяє віднести її до числа чудових творів народного зодчества, схожого по своєму стилю з дерев'яним церковним будівництвом Поділля та лівобережної Украйни XVII–XVIII ст.
Поряд з церквою з південного боку знаходиться двоярусна дзвіниця по типу «четверик на четверику». Зовнішні стіни зрубів опоряджені вертикальними дошками з нащільниками. Має пірамідальний чотирисхилий дах з невеликою маківкою. У горішньому зрубі з усіх чотирьох сторін влаштовані віконні отвори з глухими віконницями.

## Галерея

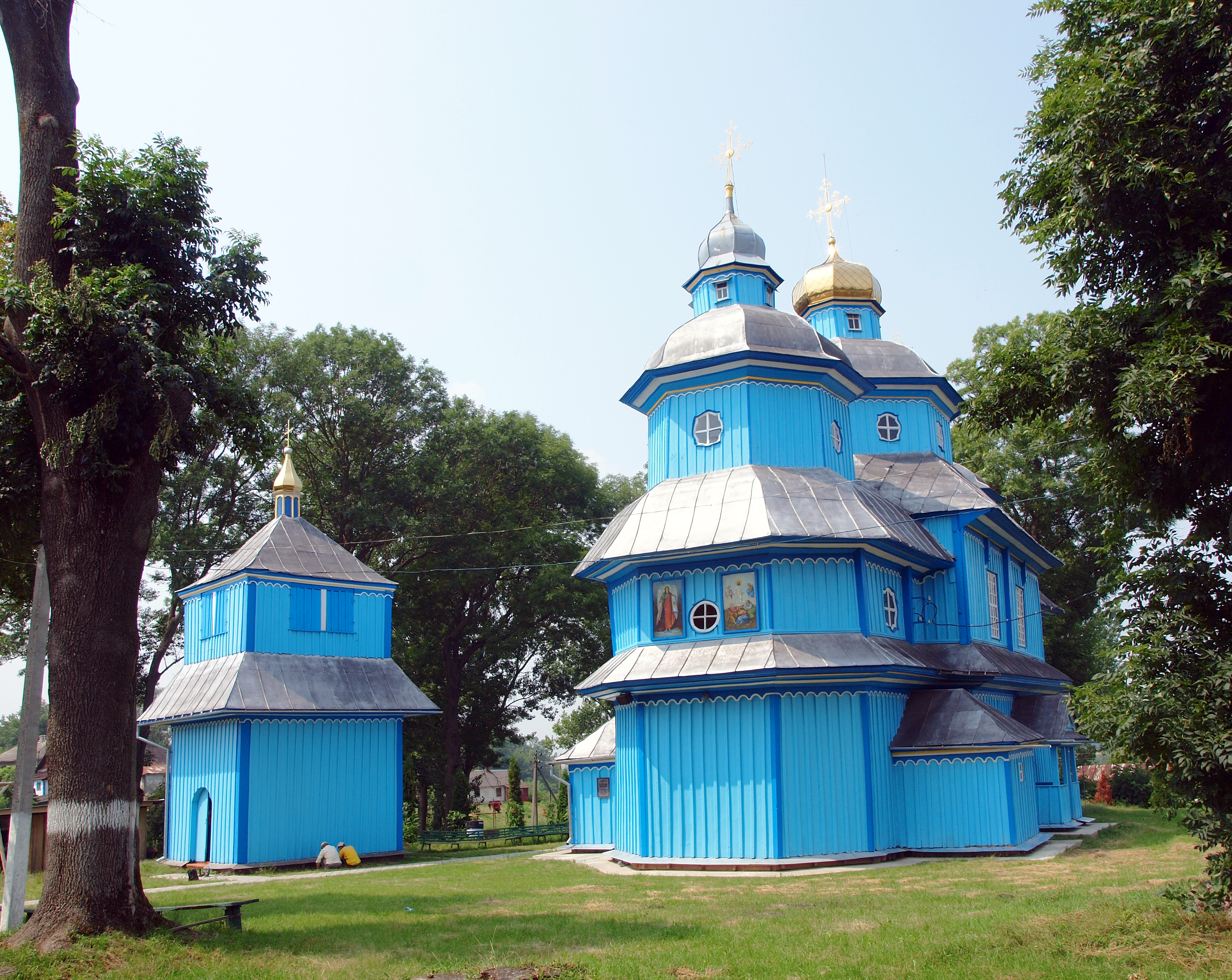
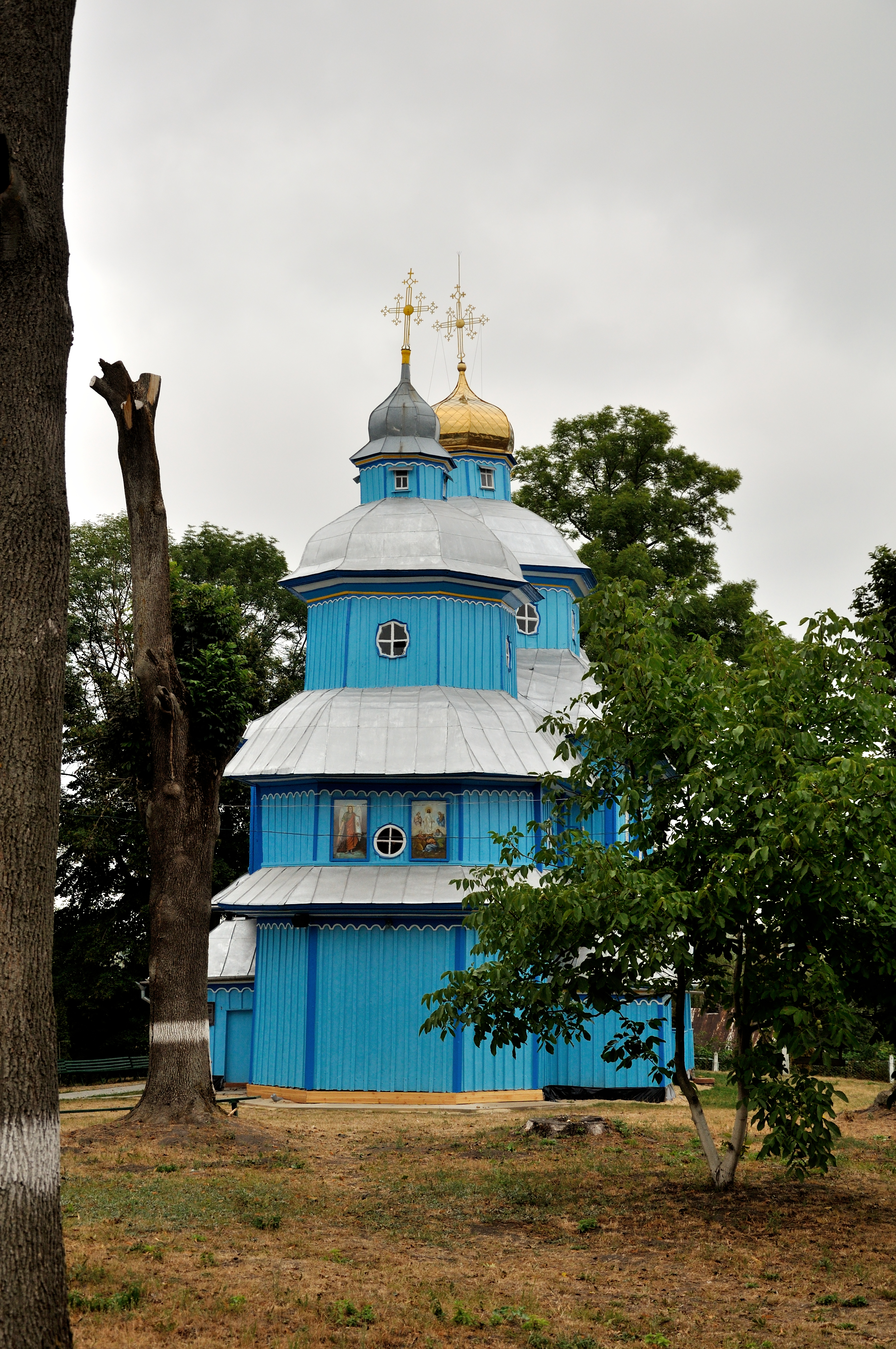
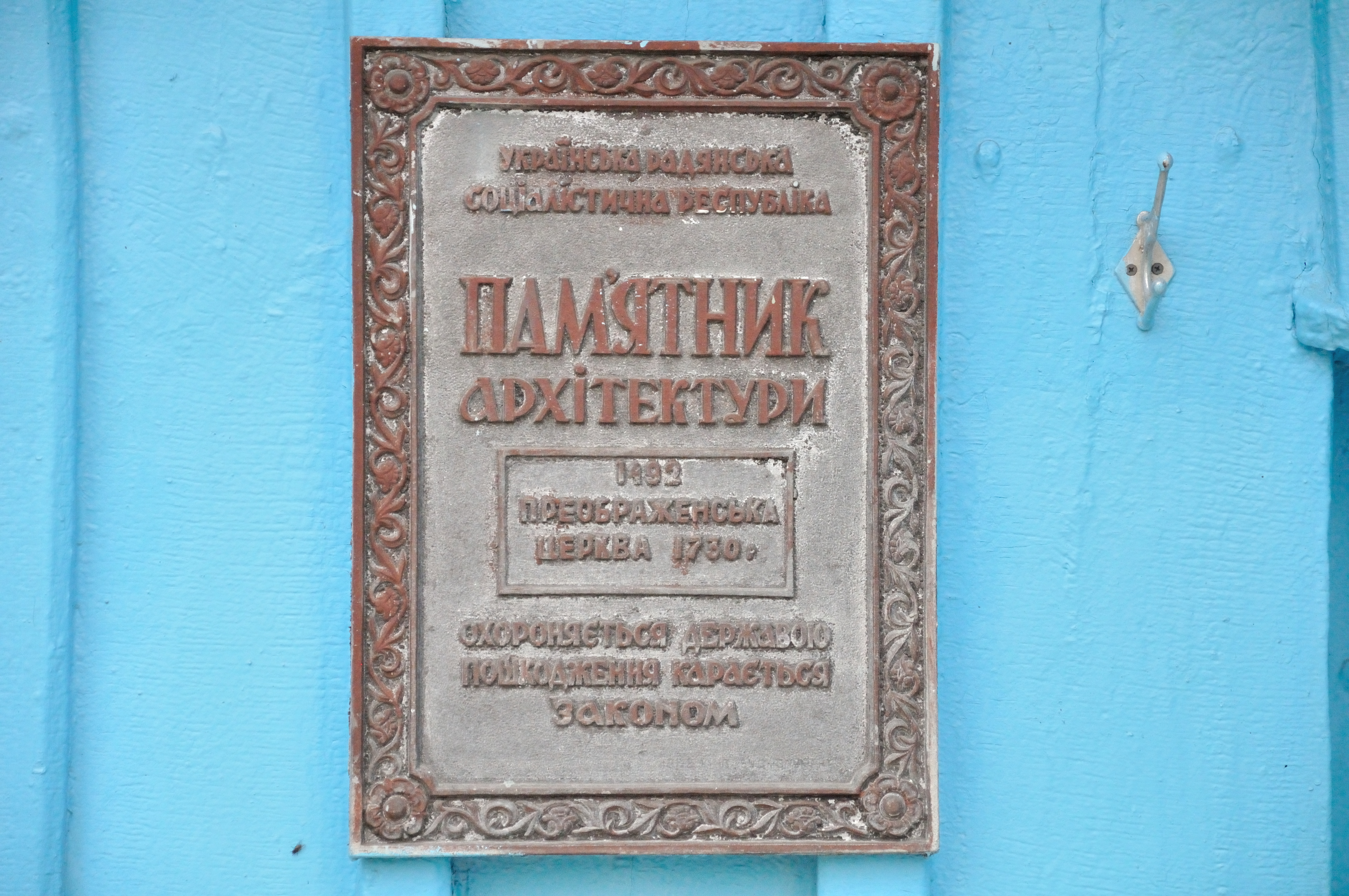
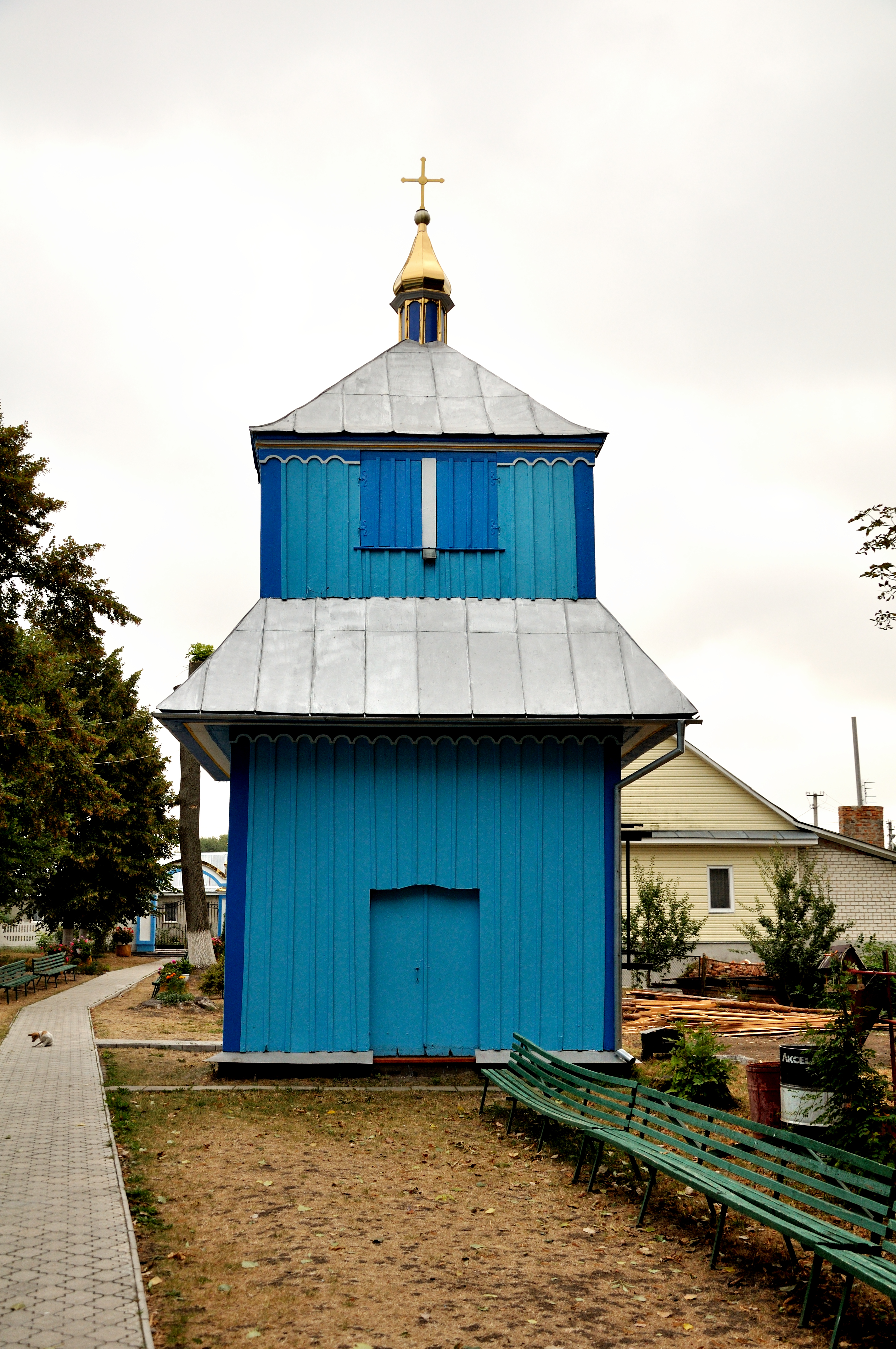

## Див.також
- Церква на Електронній карті спадщини дерев'яного церковного зодчества Рівненської області.
- Пам'ятки архітектури національного значення Рівненської області

| Церква (споруда) | Це незавершена стаття про церковну будівлю. Ви можете допомогти проєкту, виправивши або дописавши її. |